# Canyon Day
Canyon Day (Westliche Apachen: Yangongai) ist ein Census-designated place im Gila County im US-Bundesstaat Arizona. Sie liegt im Osten Arizonas an der Grenze zum Apache County und hat 1092 Einwohner auf 9,9 km². Nächster Flughafen ist der Whiteriver Airport in Whiteriver. Der Ort liegt in der Fort-Apache-Reservation. Die Bevölkerungsdichte liegt bei 110,3 je km². Der Ort liegt an der Arizona State Route 73.